# DAML
Na Web semântica, a DAML (DARPA agent markup language) tem o objetivo de habilitar a próxima geração da Web - uma Web que deverá mudar da simples exibição de conteúdo para uma que realmente entenda o significado do conteúdo. A DAML foi em seguida substituída pela linguagem DAML+OIL.
Hoje, muito do trabalho da DAML e DAML+OIL foi incorporado à OWL.